# Victor Étienne Cesson
Victor Étienne Cesson (Villeneuve-sur-Fère, 1835 – Coincy, 7 giugno 1902) è stato un pittore e decoratore francese.

## Biografia
Pittore autodidatta di ritratti e di paesaggi romantici, fu amico e allievo di Amaury-Duval (1808–1885), uno dei pupilli di Ingres, ed espose  dal 1864 al 1870 al Salon de Paris. Amaury-Duval lo aveva chiamato a Parigi nel 1851, al suo atelier in rue Saint-Lazare, 54. A Parigi Cesson prese lezioni all'Accademia di Belle Arti, da François-Édouard Picot, pittore di storia e ritrattista. Insieme al suo maestro Duval, Cesson decorò ad affresco la chiesa di St Germain a Saint-Germain-en-Laye, edificata nel 1824 su disegno dell'architetto Potain che si era ispirato alle forme delle basiliche paleocristiane. Con Amaury-Duval, Cesson eseguì anche pitture nel Castello di Linières, in Vandea, costruito nel 1870 e lasciato presto deperire, in completo abbandono, e quindi abbattuto nel 1912. Ma il nome di Victor Étienne Cesson rimase in ombra, rispetto a quello più famoso del maestro. Eseguì decorazioni nel Castello di Montbrison.

### Incontro con la poesia
Fu compagno del giovane Marcel de Brayer, con il quale fece un viaggio d'istruzione in Italia e in Oriente, visitando Egitto e Siria. Marcel de Brayer, che morì a soli 33 anni nel 1875, era il castellano di Linières. Era un poeta, pubblicò solo 1500 versi e fu lodato da Lamartine. Erede di Marcel de Brayer fu proprio il pittore Amaury-Duval, suo prozio e più vecchio di lui di 34 anni.
A Parigi Cesson ha lavorato con il pittore simbolista Pierre Puvis de Chavannes che recuperava un classicismo sognato, al di fuori dello spazio e del tempo. Pierre Puvis de Chavannes, per realizzare i suoi grandi cartoni, si serviva di un folto gruppo di pittori collaboratori.
Cesson subiva l'influsso della pittura contemporanea, nei primi tempi quello della Scuola di Barbizon, poi del Simbolismo, infine risentì del tocco più fresco dell'Impressionismo.

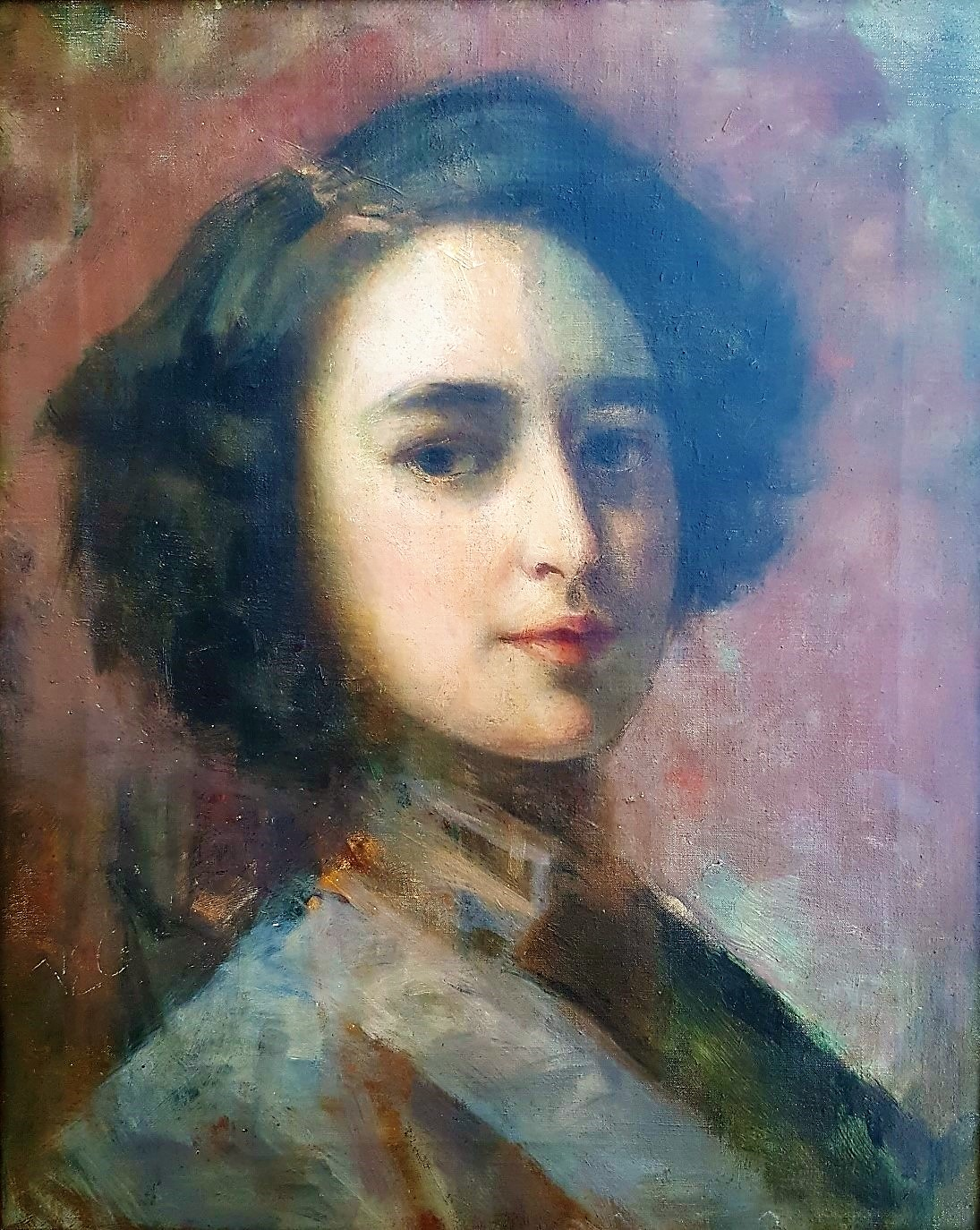
Victor Étienne Cesson, Ritratto di Camille Claudel

Negli ultimi anni della sua vita Cesson si ritirò a Coincy (Aisne), in Piccardia, si sposò e mise insieme un piccolo museo, con tele di Amaury-Duval e dei suoi seguaci, e con libri e documenti. La sua raccolta purtroppo è andata dispersa. Fu in corrispondenza con L. de La Boutetière, un editore di Poitiers, amico di Marcel de Brayer. Un suo dipinto, intitolato il Trionfo di Flora, si conserva in un Museo di Château-Thierry e un suo disegno è al Palais des Beaux-Arts de Lille.
Ha eseguito il ritratto di una giovanissima Camille Claudel, con pennellata fluida e tocchi di colore più corposi, in uno stile influenzato dall'Impressionismo. La ragazza è spettinata e i capelli, al contrario della moda dell'epoca, sono capricciosamente sforbiciati. Il dipinto è siglato V E C.
Notizie biografiche di Cesson si desumono da uno scritto del 1902 di Charles Frédéric Henriet (Château-Thierry, 6 settembre 1826-24 aprile 1918), pittore e critico d'arte, che fu il primo conservatore del Museo Jean de La Fontaine a Château-Thierry.